# معانی نام‌های ایرانی
در فهرست زیر نام‌های ایرانی به همراه معنی آن ذکر شده‌است.

## ب
- برسام: بسیار فروزان ودرخشان، از فرماندهان یزدگرد ساسانی
- بابک: سردار ایرانی که علیه اعراب قیام کرد، جد اردشیر، پسر ساسان
- باپوک: کولاک، نامی‌کردی
- باربد: پرده دار، موسیقی دان و نوازنده دربار خسرو پرویز[۶۴]
- بارمان: لایق - نام سردار افراسیاب
- بامداد: پگاه، سپیده دم - نام پدر مزدک
- بامشاد: کسی که در سحرگاهان شاد است - نوازنده مشهور دربار ساسانیان
- بانو: خانم، ملکه، لقب آناهیتا الهه نگهبان آب
- بختیار: خوشبخت، خوش‌اقبال - استاد رودکی در موسیقی
- بدری: ماه شب چهارده، بدر+ی، ریشه عربی
- برانوش: مهندس رومی که پل شوشتر را در زمان شاپور ساسانی
- بردیا: پسر کورش بزرگ و برادر کمبوجیه
- برزو: بلند قامت - پسر سهراب و نوه رستم دستان
- برزویه: طبیب مشهور انوشیروان و مترجم کلیله ودمنه از هندی به پهلوی
- برزین: بلند و تنومند - ازپهلوانان ایران - نام پسر گرشاسب[۶۴]
- برمک: از وزیران ساسانی - نام اجداد و نگهبانان آتشکده بلخ
- بزرگمهر: خورشید بزرگ - نام وزیر دانشمند انوشروان ساسانی
- بکتاش: بزرگ ایل و طایفه - نامی ترکی
- بنفشه: گلی رنگارنگ و زینتی با عمر نسبتاً طولانی
- بوژان: رشد کرده - نامی‌کردی-سرد و خنک
- بویان: خوشبو - مامی‌کردی
- به آفرید: نیکو آفریده - بهترین آفریده - دختر گشتاسب
- بهادر: شجاع و دلاور - نامی ترکی
- بهار: شکوفه و گل - سه ماه اول سال شمسی
- بهارک: بهار کوچولو - چند روز کوتاه در زمستان که آب و هوا مانند فصل بهار می‌شود
- بهاره: بهاری
- بهتاش: خوب و مانند
- بهداد: نیک آفریده شده - در کمال عدل وداد
- بهراد: بهترین جوانمرد-پسر اسفندیار در شاهنامه
- بهرام: پیروز، ایزد پیروزی درآئین زردشت، لقب برخی از پادشاهان ساسانی، خدای جنگ در اساطیر یونان
- بهدیس: خوش رنگ، خوشگل
- بهدخت: دختر خوب و نیکو
- بهرخ: زیبا چهره، قشنگ
- بهرنگ: خوش سیما و خوش چهره
- بهروز: خوشبخت، نیکبخت
- بهزاد: نیک نژاد - مینیاتوریست مشهور صفویان - نام اسب سیاوش
- بهشاد: خوشحال وشاد
- بهمن: نیک‌اندیش - برف انبوه که از کوه فرو ریزد - جانشین اسفندیار
- بهناز: خوش ناز و ادا - با ناز و کرشمه
- بهنام: نیک نام
- بهنود: سلامت، عافیت
- بهنوش: کسی که نیک می‌نوشد
- بهین: بهترین، برترین، صفت خوبی
- بیان: صبحگاه
- بیتا: بی‌همتا، بی‌مانند
- بیژن: ترانه خوان، جنگجو - پسر گیو و دلداده منیژه
- بتین: آتشین، نام کردی، پسر
- بهزاد: بهترین زادهض۱پ

## پ
- پارمین: تکه‌ای از بلور - نام همسر داریوش هخامنشی
- پارمیس: نام دختر بردیا پسر کورش بزرگ، بهشت کوچک
- پیتونک: پونه، گیاه معطر - نام گیلکی دخترانه
- پاپلی: پروانه، نام دخترانه گیلکی
- پارمیدا: مترادف: پارمیس، پردانش و دانا، پرمهر و پرعهدوپیمان، بهشت کوچک، دختر باران (عروس باران)
- پارسا: پاکدامن، زاهد
- پارسین: پسر ایران
- پاکان: پاک‌ها، پاک (جمع و مفرد) - نامی‌کردی
- پاکتن: نیکوچهرِ پاکیزه‌تن
- پاکدخت: دختر پاک
- پاکزاد: پاک‌نژاد، نجیب
- پانته‌آ: زن زیبای شوشی. همسر آرتاداس که مادها او را به کورش هدیه کردند، اما نپذیرفت
- پدرام: آراسته، نیکو، شاد[۶۴]
- پانترا: پلنگ زیبا، زیبای قدرتمند، نام یکی از شاهدخت‌های ایران باستان
- پرشنگ: تابش، آتش‌پاره - نامی‌کردی
- پرتو: روشن، تابش، فروغ
- پرنسا: پرنسا، اسم اصیل ایرانی به معنای لطافت و زیبایی است.
- پَرنگ: نام پسر سام
- پوروچیستا: دختر دانا - نام دختر کوچک زرتشت گرامی و همسر جاماسپ
- پرستو: پرنده مهاجر
- پرویز: پیروز - لقب خسرو دوم، پادشاه ساسانی
- پروین: (پَرو + ین) واژه «پَرو» در «پروانه و پروین» به معنای «پر» است و «پروین» یعنی "به ظرافت و زیباییِ پَر، دختر زیبا و باظرافت یا دختر سفیدروی و زیبا. پروین اعتصامی موجب ماندگاری این نام شد. واژهٔ پروین در «خوشهٔ پروین»، نام مجموعه‌ای از ستارگان، است که با عِقد ثریّا در عربی برابری می‌کند
- پردیس: بهشت، باغ و بستان
- پرهام: پرهام یکی از قدیمی‌ترین نام‌های پارسی باستانی (مخفف پیر همه) و به معنی فرشته خوبی است. همچنین نام پارسی و کهن یکی از پیامبران اولوالعزم است قبل از آنکه با نام ابراهیم و از طریق قرآن به ایرانیان معرفی گردد.
- پژمان: افسرده، غمگین
- پژوا: بیم و هراس
- پژواک: انعکاس صدا، طنین
- پرنیا: پارچهٔ حریر
- پرنیان: حریر[۶۴]
- پشنگ: میلهٔ آهنی - نام پدرافراسیاب[۶۴]
- پشین: پسر کیقباد[۶۴]
- پروانه: (پرو + انه = پروانه / به مانند پَر یا به ظرافت و زیبایی و سفیدی پَر پرندگان) حشره‌ای زیبا که خود را به شعله می‌زند
- پرسام: پهلوان. مانند سام
- پری: فرشته
- پریچهر: زیباروی، دارای چهره‌ای به زیبایی پری - نام همسر جمشیدشاه
- پریدخت: دختر پری، همسر سام نریمان و مادر زال
- پریسا: همچون پری؛ نیز پری‌افسای = افسون‌کنندهٔ حور و پری
- پرناز: پری نازدار
- پریما: نام اصیل دین زرتشت، از کلمه پرومیزد و پرومیثه، دختر زیباروی ما، دختر خوش صورت و زیبا رخ، زیبا روی ماه مانند
- پریوش: پری‌روی، فرشته‌روی
- پریا: پری؛ زیبا جمع پری
- پگاه: بامداد، سحر، صبحگاه[۶۴]
- پوپک: هدهد
- پوران: جانشین، یادگار
- پوراندخت: نام دختر خسرو پرویز
- پوریا: پوریا پیوند «پور» به‌معنی «پُر» و «ی» نسبت و «الف» زیبایی است. (پور + ی + ا = پوریا) پوریا یعنی بسیار دارنده.
- نام‌های کهن ایرانی که در کتاب گنجینهٔ نام‌های ایرانی ثبت است نام‌هایی چون پوروبّراتَر: پُر برادر / پوروتور: دارندهٔ گاو نر بسیار / پوروداتا: بسیار دهنده، سخی را داراست. در این نام‌ها پور به‌معنی «پُر» است.
- در روایتی دیگر، «پور» را به معنی <پسر> و «یا» را مخفف <آریا> می‌دانند که پوریا معنی پسر آریایی را می‌دهد.
- این نام را به‌خاطر پوریای ولی (پهلوان محمود خوارزمی)، عارف و پهلوان ایرانی صاحب کتاب کَنزُالحقائق به‌عنوان نام برای پسر برمی‌گزینند.
- پولاد: آهن سخت و کوبیده - نام پهلوان ایرانی زمان کیقباد
- پویا: سرشار از زندگی
- پویان: رونده و دونده - جستجوکننده - امیر پرویز پویان، رهبر نهضت سیاهکل
- پونه: گیاهی خوش عطر و بو که در کنار جوی‌ها می‌روید.
- پیام: الهام، وحی، پیغام
- پیروز: کامیاب، فاتح - نام چند نفر از پادشاهان ساسانی
- پیمان: عهد، قول و قرار - عنوان اسامی مردان در فارسی دری
- پرسام: پهلوان. مانند سام

## ت
*تیمراد: همیشه برنده
- تابان: تابنده، منور
- تاباندخت: دختر تابناک
- توکا: پرنده ای از انواع کاکلی‌ها، پسرانه گیلکی
- توکالی: قله کوه، نامی گیلکی پسرانه
- تورنگ: قرقاول، نام دخترانه گیلکی
- تلایه: صبح زود، سپیده دم - نام گیلکی، دخترانه
- تاجی: تاجدار، نام و عنوانی در فارسی دری
- تارا: یک دسته ستاره، تور قرمز رنگی که عروس بر سر دارد (کردی)، الهه محافظ و نگهدارنده (هند و اروپایی)، مدینه فاضله (ایرلندی)،
- تاراز: نام یکی ازقله‌های زاگرس (نامی لری)
- تاویار: آتشبان - نامی‌کردی و پسرانه
- ترانه: زیبا و صاحب جمال، سرود، نغمه
- ترنج: از مرکبات درشت تر از مرکبات دیگر است. نام ایرانی دخترانه
- تیدا:دختر خورشید (اوستایی-پهلوی)
- تناز: نازنین، با ناز و کرشمه - نامی‌کردی مادر لهراسب - دختر آرش کمانگیر
- توران: نام دختر خسروپرویز - سرزمین تور
- توراندخت: دختری از توران
- تورج: دلاور، یکی از سه پسر فریدون شاه
- تورنگ: خروس صحرایی، قرقاول
- توفان: باد سخت
- توژال: برف اندک - نامی‌کردی
- تیر داد: داده تیر، اشک دوم پادشاه اشکانی
- تیام: چشمهایم (استعاره ازعزیزم) نامی لری
- تینا: نام یک گل
- تینو: تشنه، نامی‌کردی
- تندیس:لوح با ارزش
- تهمینه:زن شجاع و فداکار. مادر سهراب
- تراب:خاک

## ث
- ثنا: ستایش و حمد خداوند
- ثمین: گرانبها و قیمتی
- ثریا: کهکشان، ستاره
- ثمیلا: سرمه کشیده[۷۷]
- ثمن: بها، ارزش

## ج
- جابان: سردار ایرانی یزدگرد
- جامین: اسم یکی از قهرمانان ایران زمین، نامی‌کردی
- جاماسب: وزیر گشتاسب که با دختر زرتشت ازدواج کرد
- جاوید: پایدار، همیشگی
- جریره: نام دختر پیران ویسه که همسر سیاوش شد.
- جمشید: پسر طهمورث چهارمین پادشاه پیشدادی
- جوان: برنا، دلیر، شاداب
- جویا: جوینده - پهلوان مازندرانی بود که بدست رستم کشته شد.
- جهان: دنیا، عالم، گیتی، کیهان
- جهانبخت: شانس و اقبال جهان
- جهانبخش: بخشنده جهان
- جهاندار: نگهبان جهان
- جهانشاه: شاه جهان - نام یکی از امپراتوران مغول
- جهانگیر: فاتح جهان - نام پسر رستم
- جهان بانو: بانوی جهان، ملکه جهان
- جهاندخت: دختر گیتی
- جهان ناز: مایه فخر عالم
- جیران: آهو، نامی ترکی
- جانان:معشوق و محبوب
- جاریه

## چ
- چابک: زرنگ، چالاک
- چالاک: سریع و زبردست
- چمران: نام پارسایی در پشت هشتم
- چاوش: پیشرو و پیش قراول کاروان
- چترا: دوازدهمین پادشاه سلسله ماد
- چوبین: کنیه و لقب بهرام چوبین سردار انوشیروان
- چهرزاد: نام دختر بهمن است که سی سال پادشاهی کرد
- چاپار: نامه بر
- چکامه:شعر

## ح
- حافظ: نگهبان
- حامی: حمایت‌کننده

## د
- دادمهر: عدالت دوست، نام استاندار پارسی طبرستان
- دامون: جنگل، نام گیلکی برای پسر
- دارا: مالدار، ثروتمند، از نام‌های خداوند
- داراب: نام پسر بهمن پادشاه کیانی
- داریا: دارنده، ازنامهایی که در اوستا آمده‌است.
- داریوش: نگهبان نیکی - فرزند ویشتاسب از شاهان بزرگ هخامنشی
- دانوش: از اسمهائی که در کتاب وامق و عذرا آمده‌است.
- دامون: نام اصیل ایرانی - جایی که هرگز آفتاب ندیده انبوه از جنگل
- داور: حاکم عادل، قاضی
- دایا: طلایِ ناب، طلای سرخ
- دایان: ماما، نامی‌کردی
- دایان: سرزنده، شاداب، پر انرژی (نام ترکمنی)
- دریا: بحر، نام فرزند علاءالدین عماد شاه
- دل‌آرا: محبوب و معشوق[۶۴]
- دل آویز: دلچسب، دلکش، آویزه دل
- دلارام: مایه آرامش دل / معشوقه بهرام گور
- دل‌انگیز: گوارا، مطلوب
- دلبر: برنده دل، یار و معشوق
- دلبند: عزیز و گرامی
- دلربا: رباینده دل، محبوب
- دلشاد: شادمان و خوشحال
- دلکش: جذب‌کننده دل، دلربا، دلپذیر
- دلناز: آنکه قلب و دلش ناز است.
- دلنواز: مهربان، مشفق
- دلاور:شجاع، جنگجو، دلیر، بی‌باک
- دورشاسب: نام جد پنجم گرشاسب، دور از اسب پادشاه
- دنیا: عالم و گیتی
- دیااکو: اولین پادشاه مادها در قرن هفتم پیش از میلاد
- دیانا: الهه ماه و شکار در اساطیر روم باستان
- دیانوش: دزد دریائی در داستان وامق و عذر
- دیبا: پارجه ابریشمی رنگی، روی زیب
- دیبا دخت: دختر زیبا، دختری همچون پرنیان

## ر
- رابو: نام گلی بهاری - نامی‌کردی است.
- رابین: مشاور، معتمد - نامی پسر کردی است. این نام از اسم رابینو سفیر قبلی کرمانشاهان گرفته شده وی سالیان دراز رئیس بانک شاهنشاهی ایران (بانک انگلیس) در سال‌های (۱۹۱۲–۱۹۰۶ م) تهران بود.
- رادمهر:خورشید بخشنده، پسر خورشید، نام سردار داریوش سوم آخرین پادشاه هخامنشی
- راد: فرزانه، دلیر، کامل، دانا[۶۴]
- رادبانو: بانوی بخشنده و جوانمرد
- رادمان (رادمن): نام سپهسالار خسرو پرویز ساسانی
- رازبان: راز دار - عنوان مردان بزرگ در پارسی دری
- رایکا: پسر محبوب و معشوق، نام پسرانه گیلکی
- رایمون: پسر باهوش، نام گیلکی-پسرانه
- راژانه: رازیانه - نامی‌کردی برای دختران
- راسا: هموارو صاف - نامی‌کردی
- راشین: سبز و خرم- نامی‌کردی برای دختران
- راشر: درخشانترین ستاره شب
- رامتین: آرامش تن - موسیقی دان عهد ساسانیان
- رامش: فراغت، آسودگی، راحتی، نام هیربد زردشتی[۶۴]
- رامشگر: خواننده و نوازنده، خنیاگر[۶۴]
- رامونا: نگهبان عاقل
- رامیار: کسی که ایزدرام (شادمانی) یاور اوست-چوپان و گوسفند چران
- رامیلا: خدای بزرگ، نامی آشوری است.
- رایمون: پسر باهوش، نام پسرانه گیلکی
- رامین: معشوقه ویس، نام یکی از سرداران ایران
- راویار: شکارچی - نامی‌کردی - رهگذر
- راحیل: کوچ‌کننده - مسافر - نام مادر یوسف نبی - نامی عبری
- رایان: نام پارسی به معنای «اندیشمند» از واژه اوستایی (Raonat/رینت)
- راهله: فرشته نام سامی
- رایحه: بوی خوش
- راشر: درخشانترین ستاره شب
- رزیتا: مانند گل رز
- روژینا: مانند روز - نامی‌کردی
- رومینا: پاک و درخشنده
- رژینا: ملکه (نامی انگلیسی)regina
- رخپاک: دارای چهره پاک
- رخسار: چهره، سیم
- رایکا: محبوب، معشوق - نامی گیلکی
- رخشانه: منسوب به رخش
- رخشنده: تابان، کنایه از خورشید است.
- رز: نام گل
- رزمیار: رزمنده، مبارز
- رستم: تنومند و قوی اندام، جهان پهلوان ایرانی و قهرمان بزرگ شاهنامه
- رکسانا: نورانی، روشن
- روبینا: یاقوت سرخ
- رودابه: فرزند تابان، زن پسرزا، نام قلعه‌ای در غرب ایران
- رونیا: چهره‌ای که مارا به یادنیاکان می‌اندازد-اصیل زاده
- روزبه: خوشبخت: بهروز، از موبدان بهرام گور ساسانی
- روجا: درخشان‌ترین ستاره شب، آخرین ستاره که تا سپیده صبح می‌درخشد. نام دختر و از نام‌های مازندرانی و در گیلکی به معنای ستاره می‌باشد
- روشنک: مشعل دار، همچنین نام دارویی گیاهی است، دشت گل آفتابگردان، آخرین ستاره ای که هنگام طلوع ناپدیدمی شود، شجاع، پهلوان، قوی، سپیده دم خورشید، طلوع آفتاب، سیارهٔ زهره، ستارهٔ دوردست
- روناک: روشن
- روماک: صادق، منظم، صاف و تمیز، محکم، نام پسرانه و دخترانه و از نام‌های مازندرانی
- روئین: پسر پیران ویسه[۶۴]
- رهام: رُهام پسر گودرز و نوه کشواد، از سرداران بهرام‌گور در جنگ با خاقان چین، از پهلوانان ایران در شاهنامه که در جنگ‌های رستم شرکت می‌کرد و از دوران کیکاووس تا اوائل پادشاهی لهراسب نام او در شاهنامه می‌آید. به معنای پرنده شکست ناپذیر.
- رها:آزاد،خلاص، جدا،رهیده،رسته،نجات یافته،آزاد شده
- رهی: راهی شده، روان، مسافر
- ریبار: رهگذر، نامی‌کردی
- ریونیز: نام داماد طوس و پسر کوچک کاوس[۶۴]
- راسپینا: پائیز، لغت زند و پازند
- روژان: خورشید، روز، نام کردی، دختر
- روژانو: روز نو، نام کردی، دختر
- روژین: مانند روز، مانند خورشید نامی دخترانه کردی
- راژین: راه زیبایی ، دختر راه زیبایی
- رحمان:بخشنده، سخاوتمند نامی عربی پسرانه
- رؤیا:خواب شیرین و خوش
- ریحانه:بوی خوش

## ز
- زادبخت: خوشبخت، خوش‌اقبال
- زاد به: بهزاد، نیک زاده شده
- زاد چهر: دارای نژاد پاک و اصیل
- زاد فر: زاده روشنی
- زال: فرزند سپید موی سام نریمان و پدر رستم قهرمان ملی ایرانیان
- زادماسب: برادر شاپور ساسانی، نام یکی از قضات ساسانی
- زانیار: دانا، دانشمند (نام اصیل ایرانی)
- زاوا: داماد، نامی‌کردی
- زردشت: صاحب شتر زرد و زرین، پیامبر ایران باستان
- زرنگار: طلا کوب، زرین
- زری: طلائی، زربفت
- زریر: نام گیاهی زرد رنگ. برادر گشتاسب[۶۴]
- زرین: طلائی رنگ، منسوب به زر
- زرینه: آنچه منسوب به زر است.
- زلیخا: لغزنده - زن فرعون که عاشق یوسف شد
- زمانه: روزگار، دهر
- زونا: گیاهی با گل کبود رنگ، نامی‌کردی
- زویا: در گویش طبری به معنی درخشان و در زبان روسی عزیزترین کس و زندگی می‌باشد.
- زوبین: (ژوبین) پسر کاوس[۶۴]
- زیبا: خوشگل، قشنگ، خوب ونیکو
- زیبار: قبیله‌ای از کردها، نامی‌کردی
- زیما: زمین، لغت اوستائی
- زینو: زنده، پابرجا - نامی‌کردی
- زویا: در گویش طبری به معنی درخشان و در زبان روسی عزیزترین کس

زامیاد:نگهبان زمین

## ژ
- ژاله: شبنم، قطره
- ژالان: گل‌های دارای قطره و شبنم - نامی کردی
- ژیار: زندگی، زندگی شهری - نامی کردی
- ژیان: زندگی، نام دختر و پسر، کردی
- ژینا: زندگی و حیات - نامی کردی
- ژیوار: زندگی-نامی کردی
- ژیلا: زیبا عاشق دوست داشتنی
- روژان: خورشید، روز، اسم کردی
- ژوناس: کبوتر صلح - نامی کردی

## ش
- شاپرک: پروانه
- شادی: شادمانی، خوشحالی، شور شادان: شادمان
- شادفر: از نام‌های دوران هخامنشی
- شادکام: نام برادر فریدون
- شادمان: خوشحال
- شوروم: مه صبحگاهی، نام دخترانه-گیلکی
- شادنوش: از نام‌های برگزیده
- شادمهر: مهربان، با محبت
- شاهرخ: از نام‌های برگزیده
- شاهروز: نام پسر شاه بهرام پادشاه کشمیر
- شایان: سزاوار، شایسته
- شایگان: گرانمایه، لایق
- شاران: گردنبند مرواید
- شاهپور: پسر شاه، شاهزاده - نام چند تن از شاهان ساسانی
- شاهد: پسر خوبروی[۶۴]
- شاهدخت: دختر شاه، شاهزاده خانم
- شاهرخ: شاه منظر، کسی که رخساری همچون شاه دارد
- شاهو: نام یکی از رشته کوه‌های مهم در منطقه کردستان ایران
- شاهین: پرنده‌ای شکاری
- شاهیندخت: دخت شاهین
- شایسته: سزاوار، لایق
- شباهنگ: بلبل، ستاره کاروان کش
- شب بو: نام گلی است که شب هنگام باز می‌شود
- شبدیز: سیه فام، سیه چرده، نام اسب خسروپرویز
- شبنم: رطوبتی که شب هنگام روی گل‌ها می‌نشیند
- شراره: جرقه آتش، گرمای سوزان، عشق فراوان، نامی‌کردی
- شرمین: شرمسار، خجل
- شروین: یکی از سرداران معاصر شاپورذوالاکتاف ساسانی
- شکفته: خندان، بشاش
- شکوفه: گل درختان میوه دار، شکفته
- شکیبا: بردبار
- شمشاد: درختی زینتی و تقریباً همیشه سبزکه دستمایه بسیاری از شاعران است.
- شیشَم: از ابزار خنیاگری
- شمین: خوشبو، خوش عطر
- شوان: شبان، چوپان - نامی‌کردی[ش ُ / ش َ] (اِ) بمعنی شبان که چوپان و نگاه دارندهٔ گوسفند باشد.. نام پسر علیداد خان از پارسی گویان هند است.
- [ش ُ] (اِخ) تیره‌ای از ایل کَلهُر. (جغرافیای سیاسی کیهان ص ۶۱). رجوع به ایل کلهر شود
- [ش َ] (اِخ) کوهی است در نزدیکی بستان ابن عامر. در اینجا کوه دیگری موسوم به شوانان نیز هست
- شمیلا: از نام‌های ارمنی ایرانی به معنی بانوی بزرگوار
- شورانگیز: فتنه انگیز، ایجادکننده شور و شوق
- شوری: خوش قیافه، قد بلند- نامی‌کردی
- شهاب: شعله آتش، سنگ آسمانی، ستاره دنباله دار
- شهبار: درخورشاه، لایق شاه
- شهباز: باز سفید رنگ، شاه باز
- شهبال: پر بزرگ پرندگان
- شهپر: پرشاهانه
- شهداد: شاه عادل (شه=شاه، داد= عدل)
- شهرآرا: آنکه به زیبایی مایه آرایش شهراست، آرایش دهنده شهر
- شهرام: = شاهرام، «شه» به معنای «شاه» و والا مرتبه و «رام» نام فارسی فرشته‌ای موکول بر سعادت و روزی است، «شهرام» معادل فارسی «میکائیل» است.
- شهربانو: = شه بانو (همسر شاه)، ملکه، همسر حسین بن علی[مشکوک  – بحث]
- شهرزاد: یا «شهزاد» به معنی شاهزاده - نقال قصه‌های هزار و یک شب
- شهرناز: خواهر جمشید و همسر ضحاک ماردوش
- شهرنوش: شیرینی شهر
- شهروز: شاهروز - روز شاهان - شهرود نام‌سازی باستانی نیز بوده‌است.
- شهره: مشهور و نامی
- شهریار: پادشاه، یارشهر، نام پسر برزوپسر سهراب
- شهلا: سیروان زن سیه چشم
- شهناز: شاه ناز - دختری بود از خاندان آل بویه
- شهنواز: نوازش شده شاه
- شهین: منسوب به شاه
- شیبا: نسیم شبانه - نامی‌کردی
- شیدا: آشفته و عاشق
- شیدسا: شید (خورشید)+سا (پسوند شباهت)، مانند خورشید
- شیده: خورشید، درخشان
- شیدوش: نام پسر گودرز. پهلوان نامی زمان
- شیردل: پهلوان و دلاور
- شیرزاد: شیر بچه، همچون شیر
- شیرنگ: به رنگ شیر، مانند شیر
- شیرو: پهلوان معاصر با گشتاسب، نام سردار فریدون
- شیرین دخت: دختر شیرین
- شیما: دخترانه، نامی‌کردی، دختر خالدار
- شینا: قدرتمند، توانا - نامی‌کردی
- شیرین: مطبوع و گوارا، معشوقه خسرو پرویز
- شیوا: شیرین بیان، خوش زبان، ایزد بزرگ هندیان باستان
- شیوانا: از مصدر شیوانیدن، فریبنده، مسحورکننده - فرهنگ عمید

## ط
- طغرل: باز شکاری[۶۴]
- طوس: فرزند نوذر پهلوان ایرانی شاهنامه
- طوطی: پرنده سبز رنگ و سخنگوست و نام برخی زنان در فارسی دری است - طوطی تازی شده توتی است یعنی پرندهای که توت می‌خورد
- طهماسب: دارای اسب قوی - نام پسر منوچهر
- طهمورث: روباه تیزرو و قوی، پادشاه پیشدادیان و پدر جمشید
- طرلان: باز شکاری - نامی ترکی است.
- طوطیا: مانند طوطی
- طناز: تنناز - طناز تازی شده تنناز است.
- طوبی: نام درختی در بهشت
- طنین: آوای دلنشین - موسیقی زیبا

## غ
- غوغا: آشوب، هیاهو
- غنچه: گل نشکفته، کنایه از دهان معشوق
- غزاله: آهوی ماده، وقتی خورشید در بالاترین نقطه قرار دارد هنگام ظهر، استعاره از معشوق در اشعار قدیم فارسی

## ف
- فرابرز: نام یکی از سرداران داریوش کبیر، به تعبیر دهخدا شاید همان فرامرز باشد، بلند بالا
- فراز: بلندی و شکوه
- فولوق: یک گل آتش، نام پسرانه گیلکی
- فرامرز: شکوه مرزداری - نام پسر رستم دستان
- فرانک:پروانه کوچک، سیاه گوش، نام مادر فریدون، نام همسر بهرام گور ساسانی
- فراهان: محل شکوه و جلال
- فربد: مناعت، بزرگی
- فربغ: شکوه خداوند
- فرجاد: دانشمند و فاضل
- فرح:شادی بخش
- فرخ: تابان و زیبا - نام یکی از امیران سیستان در عهد سلجوقیان - مبارک[۶۴]
- فرخ‌پی: نیک‌پی و نیک قدم[۶۴]
- فرخ داد: مبارک آفریده شده
- فرخ رو: دارای صورت زیبا
- فرخ زاد: مبارک زاد، خجسته زاد، رستم فرخزاد سردار معروف ساسانیان است.
- فرخ‌لقا: درای چهره زیبا، خوشگل
- فرخ مهر: زیبا چون خورشید
- فرداد: داده شکوه وزیبائی
- فردیس: بهشت، بوستان
- فردین: یگانه، شکوه دین، مخفف فروردین ماه اول بهار
- فرزاد: زاده فرو شکوه
- فرزام: شایسته و لایق
- فرزان: عاقل، حکیم، دانشمند
- فرزانه: دانشمند، عاقل و عالم، هنرمند، دانا، استاد[۶۴]
- فرزین: عالم، وزیر دربار
- فرشاد: شا دمان، مسرور، خوشحال
- فرشته: فرستاده الهی و آسمانی
- فرشید: درخشانتر، نام برادر پیران ویسه
- فرمان: دستور، حکم
- فرنام:بالاترین نام
- فرناز: داری ناز فراوان
- فرناد: صدای باشکوه
- فرنگیس (فری گیس): نام دختر افراسیاب و همسر دوم سیاوش
- فرنود: دلیل و برهان
- فرنوش: شکوه، نام پادشاه باستانی ماد
- فرنیا: (فر) در فارسی یعنی دارای جلال و شکوه و (نیا) یعنی جد و پدربزرگ و در کل (فرنیا) یعنی (دارنده اصل و نسب و نیاکان بزرگ) و این اسم برای دختران مورد استفاده قرار می‌گیرد و ریشه آن در نهایت به زرتشت می‌رسد.
- فروتن: افتاده حال، متواضع
- فرود: پائین - نام پسر سیاوش، نام پسر کیخسرو نام پسر خسرو پرویزو شیرین. فرود به معنای فروتن و کسی است که به نرمی با دیگران رفتار می‌نماید.
- فروز: روشنائی، روشنی
- فروزان: تابان، درخشان
- فروزش: روشنی، تابش، درخشش
- فروزنده: درخشان، درخشنده
- فروغ: روشنائی، تابش
- فروهل: نام پهلوانی ایرانی[۶۴]
- فرهاد: باشکوه، عاشق افسانه‌ای شیرین
- فرهنگ: شکوه، ادب، تربیت
- فرهود: صداقت و راستی در دین
- فربار: همراه خوب و شایسته
- فریا: فریاد و آواز بلند، نام کردی، دختر؛
- فریان: آزاده، آزادگی (نام پسر)؛ زبان سانسکریت (faryan)
- فریبا: زیبا و فریبنده
- فرید: بی‌همتا
- فریداد: هدیه خدا، داده خدا
- فریدخت: دختر خجسته
- فریدون: دارای شکوهی اینچنین، پادشاه پیشداری که بر ضحاک ماردوش غلبه کرد
- فریمان: فر و شکوه ایمان
- فریماه: ماه شکوهمند و خجسته، ماه درخشان و باشکوه، زیباروی سعادتمند و باشکوه
- فریناز: عشوه گر، پریناز
- فرینوش: شکوه شیرین
- فریوش: زنگ، همان پریوش هم هست
- فیدان: نامی ترکی برای دختران-غنچه -گل بهاری- شکوفه
- فیروز: پیروز و مظفر
- فیروزه: سنگی گرانبها با رنگ فیروزه‌ای
- فرزیب: فراتر از زیبایی، شکوه زیبایی

## ق
- قابوس: معرب کاووس است.
- قباد: سرور گرامی، شاه محبوب، پدر کیکاوس از پادشاهان کیانی
- قدسی: بهشتی، روحانی
- قزل ارسلان: شیر سرخ - نام دوتن ازاتابکان آذربایجان - نامی ترکی

## ک
- کابان: کدبانو، نامی‌کردی برای دختران
- کاکوله: هدهد، نامی دخترانه گیلکی
- کیشیم: از مرغان دریایی، نام گیلکی، برای دختر
- کوبار: باران کوهستان، نام پسرانه، گیلکی
- کابوک: کبوتر، نامی‌کردی برای دختران
- کارا: فعال و کوش
- کارَن: شجاع و دلیر، نام فرزند کاوهٔ آهنگر
- کارو: نوید دهنده- نامی ارمنی برای پسران
- کاراکو: نام یکی از سرداران ماد
- کانژِ: درخت همیشه سرسبز
- کجین: نقره، نامی گیلکی برای دختران
- کاساندا: نام همسر کوروش بزرگ
- کامبخت: کسی که بخت به کام اوست
- کامبخش: آرزو دهنده، مراد بخش
- کامبیز: صورت فرانسوی «کمبوجیه» پسر کورش است.
- کامجو: کامجوینده
- کامدین: یکی از دانایان دین زردشت
- کامران: سعادتمند و خوشبخت
- کامراوا: به مقصود و مراد رسیدن
- کامک: آرزو و خواهش کوچک
- کامنوش: کامروا، خوشبخت
- کامیاب:پیروز و خوشبخت
- کامیار: کامروا و پیروز
- کانیار: معدن شانس، نامی‌کردی
- کانی: چشمه، نام کردی، دختر
- کاوان: صخره سنگی-انقلاب کبیر-[کردی]-پسر
- کاووس: پادشاه توانا - از پادشاهان کیانی و پسر کیقباد
- کاوه: آهنگر معروف ایران باستان که علیه ضحاک قیام کرد
- کتایون: جهان بانو، دختر قیصر روم و مادر اسفندیار
- کرشمه: ناز و غمزه
- کسری: معرب خسرو است.
- کلاله: موی پیچیده، دختری با موهای مجعد
- کمبوجیه: نام پسر کورش کمبوجیه‌است.
- کوشا: کوشنده، ساعی[۶۴]
- کوروش: پادشاه نامی ایرانی، مؤسس سلسلهٔ هخامنشیان
- کوهیار: دوست دار کوه، محکم، استوار و پابرجا، نام برادر مازیار فرمانروای طبرستان و دلاور ایرانی در لشکر کیخسرو
- کهبد: خداوند کوه، عابد
- کهرام: رام شده کوه نام برادر و سردار افراسیاب
- کهزاد: زاده کوه، کسی که در کوه زائیده شده‌است.
- کیا: بزرگ، قوی، مرزبان، نگهبان، خدا
- کیارش: شهریار بزرگ، پسر کیقباد[۶۴]
- کی آرمین: پسر کیقباد[۶۴]
- کیان: پادشاه (نامی آرامی)
- کیانا: فرستاده (نامی آرامی)
- کیانچهر: دارای چهره پادشاهان
- کیاندخت: شاهدخت، دختر شاه
- کیانوش: بسیار شیرین، نام یکی از دو برادر فریدون در شاهنامه
- کیاوش: بزرگوار - نام پدر کیقباد
- کیوش:مانند پادشاه
- کیخسرو: پادشاه نیکنام، نام پسر سیاوش و سومین پادشاه کیانیان
- کیقباد: پادشاه محبوب - پدر کیکاوس و سر سلسله کیانیان
- کیکاووس: سیاه‌چرده، سبزه، نام پسر کیقباد و پدر کیاوش
- کیمیا: همچون نقره، نقره فام (نامی مصری)
- کیمیا: ماده‌ای که به گمان قدما فلزاتی مانند مس و قلع را به طلا و نقره تبدیل می‌کند، اکسیر؛ / هر چیز نایاب و دست نیافتنی؛ افسون، مکر و حیله؛ انسان کامل مکمل که می‌تواند سالکان را تربیت کند و به مقامات عرفانی برساند.
- کیمیا: تدبیر و چاره[۶۴]
- کیوان: سیاره زحل و دومین سیاره منظومه شمسی پس از مشتری است.
- کیوان دخت: دختر سیاره کیوان
- کیومرث: نخستین انسان، و به گفته شاهنامه نخستین پادشاه
- کیهان: جهان و گیتی
- کیاندخت: دختر گیتی
- کیهانه: جهان کوچک
- کیاسان: همچون پادشاهان (دخترانه)

## گ
- گابان: یکی از یاران کرد پیامبر اسلام (ص) که به استقبال اسلام رفت
- گئومات: نام موبدی بلندپایه در زمان پادشاهی کمبوجیه، پسر کورش بزرگ.
- گیلار: از انواع مرغان دریایی، دخترانه گیلکی
- گیلا: منسوب به گیل، مخفف گیلان، گیل دختر
- گرد آفرید: پهلوان زاده شده
- گردان: پهلوانان، یلان
- گرشا: به ر وایت شاهنامه همان کیومرث اولین پادشاه است.
- گرشاسب: صاحب اسب لاغر، پهلوان ایرانی و جد رستم
- گرشین: شعله آبی، نامی‌کردی برای دختران
- گرگین: منسوب به گرگ، پسر میلاد از پهلوانان زمان کیخسرو
- گزل: زیبا، نامی ترکمنی است.
- گشتاسب: صاحب اسب رمنده، پدر داریوش هخامنشی
- گشسب: دارنده اسب نر
- گشسب بانو: دختر رستم و زن گیو
- گل: گیاهان رنگی کوچک که دستمایه شاعرانند
- گل آذین: حالت قرار گرفتن گل‌ها روی شاخه
- گل‌آرا: آراینده گل
- گلاره: نور چشم، نامی کردی
- گلاریس: موی بافته شده کردی
- گلارین: پاک، زلال (کردی)
- گِلان: به معنی گیلان (دخترانه)
- گلاویژ: ستارهٔ شباهنگ، نام کردی، دختر
- گل افروز: فروزنده گل
- گلاله: دسته گل
- گل‌اندام: آنکه اندامش مانند گل است.
- گلاویز: گیاهی برای زینت گل
- گلباد: داری بوی گل
- گلبار: پرگل، گل افشان
- گلبام: گلبانگ
- گلبان: نگهدارنده گل
- گلبانو: بانوی چون گل
- گلبرگ: هر یک از برگ‌های یک گل، مثل برگ گل
- گلبو: معطر، خوشبو
- گلبهار: مثل گل بهاری
- گلبیز: گل افشان
- گلپاره: تکه گل، پاره‌ای از گل
- گلپر: برگ گل، پر گل
- گلپری: پری همچون گل
- گلپوش: پرازگل، پوشیده از گل
- گل پونه: کسی که چهره اش به لطافت گل است.
- گلچین: باغبان، عاشق گل، کسی که گل می‌چیند.
- گلچهر: به زیبایی گل، شبیه گل
- گلدخت: دختر گل
- گلدیس: به رنگ گل، مانند گل
- گلربا: رباینده گل
- گلرخ: بسیار زیبا همچون گل
- گلرنگ: به رنگ گل، شرابی رنگ
- گلرو: زیبا و سرخ رو
- گلشن: گلزار و گلستان
- گلریز: ریزنده گل
- گلزاد: زائیده گل
- گلزار: گلستان، جای پرگل
- گلسا: مثل گل
- گلشید: درخشان چون گل
- گلشیفته: شیفتهٔ گل
- گلنار: گل انار، شکوفه انار
- گلناز: کسی که ناز و غمزه اش مثل گل است.
- گلنسا: گل بانو، خانم گل
- گلنواز: نوازش شده گل
- گلنوش: شیرین مثل گل
- گلی: مانند گل، قرمز رنگ
- گودرز: از پهلوانان عهد کاوس وکیخسرو و یکی از پادشاهان معروف اشکانی
- گوماتو: انقلابی زمان مادها که برای براندازی مادها و هخامنشیان قیام کرد
- گهر چهر: آنکه چهره اش همچون گوهر است.
- گوهر ناز: کسی که همچون گوهر نازش گرانبهاست.
- گیتی: دنیا، جهان، عالم
- گیسو: موی بلند زنان
- گیلان: سرزمین گیل‌ها
- گیلانا: دختر زیبای گیلان
- گیلدا: دختری از تبار گیلک
- گیلاندا: دختری از تبار گیلان
- گیلانه: دختر اهل گیلان
- گیلزاد: زادهٔ گیلان
- گیو: پهلوان نامی شاهنامه و پدر بیژن

## ل
- لادن: گلی به رنگ‌های زرد و نارنجی (اسم لاتینی)
- لاله: گلی که رنگ‌های گوناگون دارد و معروفترین آن لاله سرخ و صحرائی است.
- لاله رخ: کسی که روی همچون لاله دارد
- لاله دخت: دختر لاله
- لبخند: تبسم
- لیجار: نیزار نام گیلکی، دخترانه
- لقاء: چهره، سیم
- لومانا: نام محلی در کردستان، نامی‌کردی برای دختران
- لهراسب: دارای اسب تندرو، از پادشاهای کیانی و پدر گشتاسب
- لیانا: روشن
- لیدا: محبوب همه (اسم یونانی)
- لیندا:زیبا و قشنگ (ریشه لاتین)
- لیلا: معانی پارسی این نام عبارت است از: باقی‌مانده و ته ماندهٔ شراب در جام و شروع حالت مستی. عشق (گمشده‌ای در تاریکی)
- لیوسا: مانند خورشید، زیبا (لیو: خورشید، سا: مثل، مانند)
- لیموآ: دختر لیمو. افسانه‌ای در رابطه با زاده شدن دختری از برکت لیمو یا از میان درخت لیمو.

## ن
- نادر: کمیاب، بی‌همتا
- نیک مهر :پسری با محبت و مهربان
- نادیا: امید
- نسپر: پرنده جنگلی خوش آواز، نام گیلکی- پسرانه
- ناجه: آرزو، حسرت- نام دخترانه گیلکی
- ناز آفرین: معشوقی که ناز فراوان می‌کند
- نازبانو: بانوی ناز دار
- نازپرور: پرورش یافته در ناز
- نازچهر: کشی که چهره ناز دارد
- نازفر: دارای شکوه
- نازلی: پرناز و غمزه - نامی ترکی برای دختران
- نازی: با ناز، اهل ناز
- نازیدخت: دختر ناز
- نازیلا: طناز - نامی ترکی برای دختران
- نامور: مشهور، ارزنده
- نامیا: مشهور (در گویش کوچکسرا- نام پسر)
- نانی: منسوب به نان
- ناهید: پاک و بی‌آلایش - نام مادر اسفندیار و مادر اسکندر
- ناهیرا: معشوقهٔ پسر داریوش
- نجمه: ستاره، کوکب (نام دختر)
- نائیریکا: در فرهنگ ایران باستان دختری زیبا و دانا که پس از مرگ برشخص نیک گفتار و نیک کردار و نیک پندار ظاهر شده و او را از پل چینوت (صراط) می‌گذراند.
- ندا: آواز، بانگ، فریاد
- نرسی: فرشته وحی در اوستا - نام پسر شاپور نوه اردشیر بابکان
- نرگس: گلی خوشبو و زیبا
- نریمان: پهلوان، دلیر - نام پدر سام
- نسترن: گلی سفید و زیبا از گونه‌های نرگس
- نسرین: گلی سفید و پر برگ
- نسرین دخت: دختر نسرین
- نسرین نوش: نام همسر بهرام گور
- نسیم: بوی خوش و باد ملایم
- نشاط: شادمانی، شادی-نام دختر
- نکیسا: نوازنده و خواننده دربار خسرو پرویز ساسانی
- نگار: نقش، بت، صنم
- نگاره: شکل دارای نقش و نگار
- نگارین: نقاشی شده
- نگین: گوهر قیمتی
- نِلی: نوعی دیگر از نیلی -
- نلین: گویا مخفف نیلین (به رنگ نیل، آبی رنگ ) باشد.
- نفیسه:گران‌بها، قیمتی؛ (در قدیم) ارجمند و گرامی؛
- نیلاس:عشق بی پایان
- نوا: ناله، آواز
- نوژا: مثل درخت صنوبر همیشه سبز
- نوش (انوش): زندگی جاوید
- نوش آذر: آتش جاویدان - از آتشکده‌های عصر ساسانی
- نوش آور: چیزی که زندگی و حیات می‌آورد
- نوشا: نوشنده، آشامنده
- نوش آفرین: آفریننده شادی و شیرینی
- نوشدخت: دختر شاد
- نوشروان (انوشیروان): جاویدان، اولین خسرو ساسانی
- نوشفر: شکوه جاوید
- نوشناز: دارای ناز و ادای شیرین
- نوشین: گوارا و شیرین
- نوید: مژده و بشارت
- نوین: تازه، جدید
- نوین دخت: دختر تازه به دنیا آمده
- نیک بین: خوش بین
- نیک‌پی: پاک نژاد
- نیکتا: بی‌همتا کسی که در نیکی همتا ندارد
- نیک چهر: خوشگل و زیب
- نیک خواه: شخص خیر خواه و خیراندیش
- نیکداد: بخشنده نیکی
- نیکدخت: دختر پاک و نیکو
- نیکدل: دل پاک
- نیکزاد: زاده نیکی و پاکی
- نیلوفر: گل پیچک و زینتی به رنگ‌های سفید و سرخ و آبی /نام فرشته گه در روز هفتم وهشتم مرداد فرمانروابود و در باستان انرا جشن م گرفتند
- نیلی: نیلگون، به رنگ آسمان، کسی که همانند آسمان بیکران و یکرنگ است.
- نیما: کمان - نامی مازندرانی برای پسران
- نیوشا: شنونده

## و
- وارنی: ثروتمند، دارا - دارنده-صفت و نامی ترکی
- واحد: یگانه، یکتا، بی‌همتا
- وارش: باران، نام دخترانه گیلکی
- ونداد: امید، بشارت، پیروزی- نام پسرانه گیلکی
- وامق: دوست دارنده، عاشق - عاشق عذر
- ورجاوند: ارجمند - به اعتقاد زردشتیان کسی که درآخر زمان ایران را آباد می‌کند
- وریا: بیدار، آگاه - نامی محبوب برای پسران در میان کردها
- وشمگیر: شکارچی بلدرچین - نامی دیلمی برای پسران
- وهرز: نام مرزبان کشور یمن درعهد انوشیروان
- وهسودان: نیک آسوده و آرام - عنوان یکی از سلاطین آذربایجان
- ویدا: آموزنده و تعلیم دهنده
- ویس: نام معشوق رامین در داستان ویس و رامین
- ویشتاسب: صاحب اسبان فراوان
- ونداد: امید، آرزو، نام سردار ایرانی، بشارت پیروزی
- ونوشه: بنفشه به زبان مازندرانی
- وجیهه: نامی ایرانی
- ویانا: نام دختران کردی (عاشق و دلدار) و اوستایی (فرزانگی و فرهیختگی و دانایی)

## ه
- هژیر: خوب چهره، نام یکی از پسران گودرز که بدست سهراب کشته شد
- هخامنش: دوستار اندیشه - نام جد کورش کبیر
- هربد (هیربد): حاکم آتشکده، موبد موبدان
- هورمزد: اهورامزدا، خدای ایرانیان باستان - دانای بزرگ
- هرمز: اهورمزدا، خدای بزرگ ایرانیان - نام پسر بهمن و نام پسر انوشروان
- همایون: مبارک، خجسته - نام تنی چند از پادشاهان هندوستان
- هاله:سایه
- هما: فرخنده، مبارک، مرغ سعادت - نام دختر گشتاسب و خواهر اسفندیار
- همادخت: دختر مبارک و فرخنده بخت
- همدم: رفیق و مونس و همزبان
- همراز: محرم اسرار
- همراه: دوست و یار موافق
- هلاله: هلال ماه - گل لاله
- هنگامه: غوغا، شلوغی، دادوفریاد
- هوتن: خوش‌اندام، نام یکی از متحدان داریوش درحمله به مغان
- هور: خورشید، آفتاب
- هورتاش: همچون خورشید
- هورچهر: تابان روی، زیب
- هورداد: فرستاده و داده خورشید
- هوردخت: دختر خورشید
- هورزاد: زاده خورشید
- هورمزد: روز اول فروردین (نوروز)
- هورموند: نام یکی از سرداران قدیم ایرانی
- هوروش: خورشید مانند، مثل خورشید
- هوشنگ: هوش و درایت - نام یکی از سلاطین پیشدادی و فرزند سیامک -یا خوش صورت= (هو=صورت و شنگ=شادوخوش)
- هوشیار: با هوش و آگاه
- هومان: نیک‌اندیش، نام یکی از سرداران افراسیاب و نیز نام برادر پیران ویسه
- هومن: نیک‌اندیش، مخفف کلمه هومان
- هونام: خوشنام، نیکنام
- هویدا: آشکار و نمایان
- هیتاسب: صاحب اسب بسته شده
- هیرمند: یکی از القاب گستاسب، آتش‌پرست
- هیوا: میوه به - نامی ترکی برای دختران
- هیوا: امید وآرزو - نامی کردی برای دختران و پسران
- هیرکا: جواهر - نامی گیلکی برای دختران
- هورام: اسم قدیمی سرزمین هورامان (اورامان)
- هاوژین: همدم و یار زندگی(ژین =زندگی)، نام کردی دختر
- هاوین: خورشید، تابستان، نام کردی، دختر
- هستی: زندگی

## ی
- یادگار: آنچه از انسان به جای ماند - پسر پادشاه گرجستان
- یاسمن (یاسمین): گل زیبائی به رنگ سفید و زرد و کبود
- یاشار: جاوید- نامی ترکی برای پسران
- یاور: کمک و همدست و یار
- یزدان: خداوند، آفریدگار هستی
- یکتا: بی نظیر
- یگانه: بی نظیر، بی‌مانند بی‌همتا صمیمی همدل یکرنگ تنهاومنحصر به فرد
- یوتاب: درخشنده و بی‌مانند
- یوشع: نام پسر نوح پیغمبر
- ییلماز: بی‌باک، شجاع- نامی ترکی برای پسران
- یسنا: نماز و ستایش و پرستش
- یسان: سزاوار ولایق